# منتخب الدنمارك لكرة القدم الأمريكية
منتخب الدنمارك لكرة القدم الأمريكية هو ممثل الدنمارك الرسمي في المنافسات الدولية في كرة القدم الأمريكية
.